# Lempa
Lempa (španělsky Río Lempa) je jedna z nejvýznamnějších řek ve Střední Americe, která protéká přes státy Guatemala, Honduras a Salvador. Její povodí má rozlohu cca 17 790 km², z toho leží 10 082 km² na salvadorském území, 5251 km² na honduraském a 2457 km² na guatemalském.

## Využití
Hlavním využitím řeky je výroba elektrické energie, v menší míře i závlahy a rybolov.

### Vodní energie
Na řece se nachází několik vodních elektráren, zároveň existuje několik projektů na výstavbu dalších přehrad. Do roku 2008 byly přímo na řece postaveny tři vodní elektrárny, které spoluvytvářejí energetickou vodní kaskádu. Elektrárna Cerrón Grande slouží jako špičková elektrárna (dodává energii do sítě v době největší spotřeby). Tyto elektrárny vyprodukují zhruba 33 % elektrické energie spotřebované v Salvadoru. Veškeré vodní elektrárny v povodí řeky spravuje státní Comisión Ejecutiva del Río Lempa (CEL).
 Pozn: informace v tabulce přebrány z oficiálních stránek CEL.
| Elektrárna     | Zatopená plocha (km²) | Průměrný roční průtok (m³/s) | Nadmořská výška hladiny (m n. m.) | Průměrná ročně vyrobená energie (GWh) | Instalovaný výkon (MW) | Lokalizace                       |
| -------------- | --------------------- | ---------------------------- | --------------------------------- | ------------------------------------- | ---------------------- | -------------------------------- |
| Cerrón Grande  | 135                   | 154                          | 235                               | 488                                   | 170                    | 13°56′24″ s. š., 88°54′1″ z. d.  |
| 5 de Noviembre | 16                    | 197                          | 180                               | 457.4                                 | 81.4                   | 13°59′24″ s. š., 88°45′29″ z. d. |
| 15 Septiembre  | 35,5                  | 366                          | 47                                | 605.2                                 | 156.6                  | 13°37′22″ s. š., 88°33′34″ z. d. |